# Traianus nemzetközi InterCity
A Traianus nemzetközi InterCity (Romániában InterRegio) egy a MÁV és a CFR Călători által közlekedtetett InterCity vonat (vonatszám: IC 72/73), amely Budapest és Craiova között közlekedik.

## Története
1997/1998-es menetrendváltástól közlekedik. A vonat ekkor EuroCity-ként közlekedett Budapest-Bukarest között (vonatszám: 46/47).
2003. december 14-től 2011 december 10-ig a vonat Temesvárig közlekedett és EuroCity helyett nemzetközi InterCityként közlekedik továbbá.
2007. december 9-től 2011 december 10-ig új vonatszámmal közlekedett 74/75.
2012. december 9-től a vonat újra Bukarestig közlekedik új vonatszámmal (72/73).
2024. december 15-től a vonat csak Craiovaig közlekedik.

## Megállóhelyei
| Megállóhelyek                                    |
| ------------------------------------------------ |
| 1. Budapest-Keleti                               |
| 2. Szolnok                                       |
| 3. Kétpó (csak Budapest felé)                    |
| 4. Mezőtúr                                       |
| 5. Gyoma                                         |
| 6. Csárdaszállás (csak Bukarest felé)            |
| 7. Mezőberény                                    |
| 8. Murony                                        |
| 9. Békéscsaba                                    |
| 10. Kétegyháza                                   |
| 11. Lőkösháza                                    |
| 12. Curtici (Kürtös) ( Románia)                  |
| 13. Arad                                         |
| 14. Timișoara Nord (Temesvár)                    |
| 15. Lugoj (Lugos)                                |
| 16. Caransebeș (Karánsebes)                      |
| 17. Teregova (csak Bukarest felé)                |
| 18. Iablanița (Bélajablánc) (csak Bukarest felé) |
| 19. Băile Herculane (Herkulesfürdő)              |
| 20. Orșova (Orsova)                              |
| 21. Drobeta-Turnu Severin (Szörényvár)           |
| 22. Balota                                       |
| 23. Strehaia                                     |
| 24. Filiasi                                      |
| 25. Craiova                                      |

## Vonatösszeállítás
A vonatot Budapest és Kürtös között általában a MÁV 470 sorozatú mozdonya vontatja. Kürtöstől Királyig a CFR mozdonyai továbbítják.
Vonatösszeállítás 2024. december 15-étől:
| Kocsiszám | Típus                           | Útirány                                    |
| --------- | ------------------------------- | ------------------------------------------ |
|           | MÁV 470 villanymozdony          | Budapest – Kürtös                          |
|           | CFR 40 villanymozdony           | Kürtös – Craiova                           |
| 435       | CFR B11 (termes másodosztályú)  | Budapest – Craiova                         |
| 434       | CFR B11 (termes másodosztályú)  | Budapest – Craiova                         |
| 433       | CFR B11 (termes másodosztályú)  | Budapest – Craiova                         |
| 31        | START Bd (termes másodosztályú) | Budapest – Lőkösháza                       |
| 32        | START Bd (termes másodosztályú) | Budapest – Lőkösháza                       |
| 33        | START Bd (termes másodosztályú) | Budapest – Lőkösháza                       |
|           | START Bd (termes másodosztályú) | Budapest – Lőkösháza (csak szükség esetén) |

| Kocsiszám | Típus                            | Útirány                                    |
| --------- | -------------------------------- | ------------------------------------------ |
|           | CFR 40 villanymozdony            | Craiova – Kürtös                           |
|           | MÁV 470 villanymozdony           | Kürtös – Budapest                          |
|           | START Bhv (termes másodosztályú) | Lőkösháza – Budapest (csak szükség esetén) |
|           | START Bd (termes másodosztályú)  | Lőkösháza – Budapest (csak szükség esetén) |
| 33        | START Bd (termes másodosztályú)  | Lőkösháza – Budapest                       |
| 32        | START Bd (termes másodosztályú)  | Lőkösháza – Budapest                       |
| 31        | START Bd (termes másodosztályú)  | Lőkösháza – Budapest                       |
| 433       | CFR B11 (termes másodosztályú)   | Craiova – Budapest                         |
| 434       | CFR B11 (termes másodosztályú)   | Craiova – Budapest                         |
| 435       | CFR B1 (termes másodosztályú)    | Craiova – Budapest                         |